# پاولوفسکویه (شهرستان ولسکی، استان آرخانگلسک)
پاولوفسکویه (به لاتین: Pavlovskoye) یک منطقهٔ مسکونی در روسیه است که در استان آرخانگلسک واقع شده‌است.